# 시카스카촌
시카스카촌(志賀須香村)은 아이치현 헤키카이군에 설치되었던 촌이다. 현재의 오카자키시 서부·안조시 남동부에 해당한다.